# Manuel Ribeiro de Carvalho Júnior
Manuel Ribeiro de Carvalho Júnior ComMAI foi um empresário agrícola, industrial e político português.

## Família
Filho de Manuel Ribeiro de Carvalho e de sua mulher Maria Albina e neto paterno de Manuel Ribeiro (Guimarães, Balazar – ?) e de sua mulher Ana de Oliveira.

## Biografia
Proprietário em Braga, Vereador da Câmara Municipal de Braga e Comendador da Ordem Civil do Mérito Agrícola e Industrial Classe Industrial.

## Casamento e descendência
Casou com Maria José de Oliveira. Foram pais de Manuel Maria de Oliveira Carvalho e Francisco Manuel de Oliveira Carvalho, 1.º Visconde de Fraião.